# Parque nacional Hainich
El parque nacional Hainich (del alemán: Nationalpark Hainich) es un parque nacional de Alemania establecido el 31 de diciembre de 1997, siendo el parque nacional número 13 del país y el único en el estado de Turingia. Uno de los principales objetivos del parque es la protección de sus bosques nativos naturales. En 2011, la Unesco incluyó el hayedo de Hainich en la denominación Hayedos primarios de los Cárpatos y Alemania como Patrimonio de la Humanidad.
Con 75 km² el parque se encuentra en la parte occidental del estado alemán de Turingia, al este del río Werra, y forma parte del parque natural mayor de Eichsfeld-Hainich-Werratal. Ocupa gran parte de la zona triangular entre las ciudades de Eisenach, Mühlhausen, y Bad Langensalza. El parque nacional constituye la parte sur de los cerca de 160 km² de Hainich, el mayor bosque de hoja caduca contigua en Alemania.